# 血友病
血友病多數是遺傳性疾病，造成人體無法凝血形成血塊來止血。這致使病人受傷後流血時間更長，易於淤青，和增加關節積血或腦出血的機率。病情輕微的病人可能只有在意外或是手術時會有症狀。關節內出血可能造成永久性的損傷，而腦出血可能造成長期的頭痛、癲癇、或是意識不清。
血友病可分為兩種主要的型別，血友病A型為缺乏第8凝血因子，血友病B型為缺乏第9凝血因子。血友病通常是因為來自父母不具功能的X染色體。很少數的血友病是因為發育過程中的新突變。血友病也有可能是因為使用抗生素後導致產生針對凝血因子的抗體。還有另外一種型式是血友病C型，是因為缺乏凝血因子11，副血友病是因為缺乏凝血因子5 。後天得到的血友病與癌症、自體免疫疾病或懷孕有關。透過測試凝血能力及凝血因子的濃度可診斷。
預防可透過取出卵子、使其受精，並在放回子宮前先行測試。給予缺乏的凝血因子為治療方式，可規律的施打或是在流血的時候給予。可以在醫院或是家中進行治療。凝血因子可能是來自人血或是基因重組方式製造而得。大約20%的病人對凝血因子會產生抗體，使治療更加困難。醋酸去氨加壓素可用來治療輕微的血友病A型。基因療法仍在進行早期的人體試驗。
每5,000-10,000人中大約有1人受到血友病A型影響，而B型則為每40,000人中有1人 。因為血友病A及B型為X染色體隱性遺傳，大部分的病患是男性。女性具有單一無功能X染色體可能具有些微的症狀。血友病C型在男女之間的發生率相同，且最常發生在阿什肯納茲猶太人身上 。在1800年代左右，血友病在歐洲皇室很常見 。在1952年才發現血友病A與B型的不同 。血友病這個字是來自希臘文「haima αἷμα」，代表血和愛。

## 致病机理
正常的血液凝结是血液中血小板，與部分血漿蛋白共同作用的结果。這些與凝血功能相關的血漿蛋白，即是凝血因子。由於凝血因子在血液凝固過程中，具有加速以及加強反應的效果，缺乏凝血因子的協助，就可能发生凝血功能異常，導致出血时间延长。血友病患者的凝血因子比正常人要少，因此血管破裂后，血液不容易凝固，导致出血难止。
按照患者所缺乏的凝血因子类型，可将最常見的血友病分为甲型、乙型、丙型三种（或是A型、B型、C型）。缺乏其他凝血因子的血友病，則無特殊分類，以缺乏的凝血因子來確認。
| 血友病分類 | 西洋分類方式 | 缺乏的凝血因子 | 發病人數     | 疾病別名                          |
| ---------- | ------------ | -------------- | ------------ | --------------------------------- |
| 甲型血友病 | A型血友病    | 第八因子       | 佔80％～85％ |                                   |
| 乙型血友病 | B型血友病    | 第九因子       | 佔15％～20％ | 克里斯多氏症（Christmas Disease） |
| 丙型血友病 | C型血友病    | 第十一因子     | 極少數       |                                   |

## 遗传
甲型和乙型血友病均为X染色体隐性遗传。女性一般不发病，但可以携带致病基因。携带致病基因的女性与正常男性的后代中，男性有50%的概率发病，女性有50%的概率携带致病基因。患病男性与正常女性的后代中，男性全部正常，女性全部携带致病基因。因此，这两种血友病表现可能为隔代遗传。但患病男性與攜帶致病基因女性的後代，有可能為患病女性，不過由於女性有月經，所以一般來說患病女性青春期後的存活率很低。
丙型血友病为體染色體（即常染色体）不存隐性遗传。
1万人中大约会有1名甲型血友病患者，5万人中大约会有1名乙型血友病患者。在美国，大约1.8万人患有血友病，每年约有400名新生儿患血友病。血友病多发于男性。据估计，在加拿大，约有2500人患甲型血友病，约有500人患乙型血友病。

## 症状
由于患者血浆中缺乏某种凝血因子，所以患者的血管破裂后，血液较難凝结，因而流失更多的血。体表的伤口所引起的出血通常并不严重，而内出血则严重得多。内出血一般发生在关节、组织和肌肉内部。当内脏出血或颅内出血发生时，常常危及生命。
关节出血在血友病患者中是很常见的，最常出血的是膝关节、肘关节和踝关节。血液淤积到患者的关节腔后，会使关节活动受限，使其功能暂时丧失，例如膝关节出血后患者常常不能正常站立行走。淤积到关节腔中的血液常常需要数周时间才能逐渐被吸收，从而逐渐恢复功能，但如果关节反复出血则可导致滑膜炎和关节炎，造成关节畸形，使关节的功能很难回复正常，因此很多血友病患者有不同程度的残疾。
由于每个凝血因子的基因都是一串脱氧核醣核酸（DNA）形成的复杂序列，不同類型的凝血因子缺乏，造成的影響也不同。即使是同一种凝血因子發生變異，因為變異發生的位置不同、方式不同，導致凝血因子的活性水平也不同。所以，同一類型的血友病患者，嚴重度皆有所不同。据此可将血友病患者分为重型、中型和轻型。
- 重度血友病患者：血浆中所缺乏的凝血因子的活性程度低于正常人的1%，一个月内可数次出血，出血常常在没有明显原因的情况下发生，称为自发出血。关节出血普遍。并且存活率很低。

- 中度血友病患者：因子活性程度为正常人的1%至5%，他们的出血常常由小创伤导致，例如运动损伤。一年的出血次數由八至十數次不等。[18]关节出血一般在外伤后发生。所有凝血分子濃度在3%以下的病人都表示有長期關節疼痛的問題，在凝血分子濃度3%-7%的病人中，58%的病人都顯示一定程度的關節受損。[19]

- 轻度血友病患者：因子活性程度为正常人的5%至30%，一般只在外科手术、拔牙或严重外伤后出血不止。关节出血较少。

## 治療
血友病是一種遺傳疾病，必須針對基因進行治療，才有可能根治。基因治療仍然處在研究階段，而且目前的成果，還談不上根治。目前传统治療，仍停留在補充凝血因子的替代，或是非因子的治療方式，來預防或是治療血友病的出血症狀。

### 凝血因子補充治療
依照病人的症狀，決定如何提升凝血因子的水平。譬如：至少需要提升凝血因子的水平到40%；治療腸胃道內出血，則需要提升到60%。預防性治療，則是不論有無症狀，以一定的頻次（一般是一週三次）固定注射凝血因子，預防關節出血。因为各种凝血因子都有其半衰期，其中第八因子的半衰期是8至12小时，第九因子的半衰期是18至24小时，因此補充凝血因子的疗法，只能暂时解除患者症状。
凝血因子來源：一是血漿成分，二是凝血因子濃縮製劑（Coagulation factor concentrate）
- 血漿成分治療
  - 使用成分
    - 新鮮冷凍血漿（Fresh frozen plasma, FFP）
    - 冷沉淀（Cryoprecipitate）

  - 效力：一單位冷沉淀約含第八因子50單位，一個體重50Kg的病人，接受注射之後，凝血因子水平可以提升到2個百分點（原來小於1%）。以治療關節出血為例，一次至少需要20單位的冷沉淀。
  - 優點：
    - 緊急時容易在醫療機構取得。
    - 使用經由無償捐血取得的新鮮冷凍血漿或是冷沉淀，病人負擔的醫療費用較低。

  - 缺點：
    - 為了達到治療效果，大量輸注血漿，會造成體內水分過多。
    - 血漿成分在製備過程中，容易產生細胞激素，誘發病人輸血反應。
    - 由於病人需要大量使用，若是遇到血庫庫存不足時，將無法提供治療。
    - 血漿來自多位捐贈者，甚至是有償的捐贈者，增加經血液傳染疾病的感染機會。
    - 必須進行輸血程序，無法在家自行進行治療。

- 凝血因子製劑
  - 來源：
    - 血漿濃縮：收取有償或無償捐血者的血漿，加工濃縮消毒而成。
    - 基因工程技術製備：利用基因轉殖的技術，利用微生物製造凝血因子，再加工濃縮消毒。

  - 凝血因子製劑的選擇
    - 血液製劑：依照等級，可製備高純度，中純度的製劑，提供不同類型的患者使用。血漿來源的安全性，以及製備過程的消毒過程，必須十分完備。
    - 基因工程製劑：製劑純度高，感染疾病機會低，但是製備技術要求高，同時全世界的供應廠商屈指可數。

  - 效力：針對病人缺乏的凝血因子，依照需要的劑量來補充。
    - 甲型（A型）血友病為例，一個體重50Kgw的病人，接受一瓶500單位的第八因子濃縮製劑，注射之後，凝血因子水平可以提升到接近20個百分點。
    - 乙型（B型）血友病患者，一個體重50Kgw的病人，接受一瓶500單位的第九因子濃縮製劑，注射之後，凝血因子水平可以提升到接近10個百分點。

  - 優點：
    - 效價高，體積小，無須擔心體液過多的問題。
    - 在製造過程進行精製，消毒，減少感染經血液傳染疾病的機會。
    - 醫療機構無須擔憂血庫庫存問題。
    - 給藥較輸血來得容易，病人可以學習自行在家注射。

  - 缺點：
    - 價格昂貴
    - 治療的時效短，嚴重者需要反覆注射[20]
- 新型融合蛋白併凝血因子置換療法[21]
  - 以嚴重的血友病A型為例，目前的治療中輸入的第八因子需要與血管性血友病因子(von Willebrand factor)結合避免被蛋白酶分解。此機制會導致第八因子受到血管性血友病因子侶伴蛋白效應(VWF chaperone effect)的影響，半衰期縮短。[22]患者的第八因子濃度需要維持在(≥1%)才能避免出血。短效的半衰期導致患者需要頻繁的輸入第八因子，影響患者的生活品質外也增加出血風險。
  - 在凝血因子置換療法中使用新型融合蛋白(i.e.BIVV001)可以避免因為血管性血友病因子侶伴蛋白效應導致的快速清除率。[23]打破VWF導致的半衰期限制，第八因子的作用時間可以延長三至四倍，延長給藥間隔時間，避免非創傷性出血，減少患者的治療負擔。[24]

### 非凝血因子補充療法
- 非凝血因子補充療法是一種不含凝血因子，且非經「長效凝血因子」改良的藥物。通常以皮下注射的方式給予，具有較長的半衰期，因此可降低施打頻率。根據藥物的機轉，可區分為第八因子模擬藥物與血凝再平衡藥物。
- 第八因子模擬藥物的作用機轉:
  - 透過雙特異性單株抗體的特性，模擬第八因子的功能，活化第九與第十凝血因子，促使凝血機制繼續進行，以達到止血的效果。此類藥物的使用方便，注射頻率為每一到四週皮下施打一次。臨床試驗結果顯示，第八因子模擬藥物在帶有或不帶有第八凝血因子抗體的患者中均能有效減少出血、降低關節出血、改善或維持關節健康。
- 此類藥物目前已在多個國家與地區，包括台灣，取得核准上市。在台灣已獲得健保的核准，適用於帶有第八凝血因子抗體的A型血友病患者，並自112年7月1日起，對於未帶有第八凝血因子抗體的A型血友病患者，符合特定條件者可提出給付申請。

### 各地血友病治療狀況
在醫療保險普及的國家，大部分的醫療費用由保險或是政府補助，血友病的病患比較可能得到充分的治療。在這些地區，病人甚至可以採用預防性治療，以定期输注浓缩凝血因子來避免出血。但是對於一些醫療較不普及或是保險不健全的國家或地區，由於凝血因子製劑十分昂贵，預防性治療變得可望而不可及。在這些國家，大部分的病患只能在出血發生的時候，才到醫療機構接受治療。預防性治療的主要使用對象是重度病患，但是在比利時、法國、英國、西班牙、義大利與瑞典，大約也有15%的中度患者，依據凝血因子濃度、年化出血率、關節健康等不同因素，而需要規律地使用預防性治療。 加拿大則是對於重度病友的判定比國際標準還寬，凝血因子在2%以下的患者都被歸類為重度血友病，因此，在加拿大的預防性治療也包含了一部分的中度病友。在中国的患者，只能在发生出血后输注浓缩凝血因子。而在台灣，預防性注射治療從2007年開始成為固定的治療手段，在2018年11月全民健保開始給付長效型凝血因子，但是目前的全民健保給付標準僅提供重度血友病患者使用預防性治療，中度患者則沒有被給付。

### 血友病治療與血液媒介傳染病
在基因工程製劑量產之前，製備浓缩凝血因子需要大量的血浆。若是沒有仔細篩檢捐贈者，又未經過適當處理，凝血因子疗法很容易传播血液媒介的傳染病。由於科技發展的限制，這類疾病的發現與偵測，一直到1990年代初才趨於完備。因此，世界各國都曾发生大量血友病患者感染艾滋病、乙型肝炎、丙型肝炎的悲剧。1985年开始对浓缩凝血因子进行加热处理以減低HIV，HBV的污染，1987年又使用了介面活性劑處理的病毒灭活方法，从而使浓缩凝血因子不再传播病毒。對於禁止使用未加熱處理的凝血因子一事，各國的步調不一。台灣在「血友病之父」沈銘鏡醫師的積極推動下，於1985年開始禁止未加熱處理的凝血因子製劑使用。自1985年以後，台灣未有因為血液製劑受到污染，因而罹患HIV感染的血友病病患，而感染HIV病毒的病患總數僅53人。同一時間，日本則並未積極禁止使用，從罹患人數的比例來看，結果是顯而易見的。

### 血友病治療與凝血因子抗體
部分血友病患在接受凝血因子補充治療後，會產生凝血因子的抗體。這種抗體，會抵減凝血因子的治療效果。低抗體水平的情形，可以利用注射更大量的凝血因子來克服。但是若是高抗體水平的情形，注射大量的凝血因子完全無效，必須使用繞道治療（bypass therapy），也就是利用APCC或基因重組製造的活化第七因子（Recombinant Activated Factor VII），直接活化下游的凝血因子，促進凝血過程的開展。平時，為了減少抗體產生，應該避免使用產生抗體的凝血因子。不過，部分病人利用類似「減敏治療」的作法，在長時間接觸少量會發生抗體的凝血因子之後，不再產生任何抗體。當病人體內的抗體消失後，又可以利用補充凝血因子來治療疾患，而不需要繞道治療。
凝血因子抗體的產生，對於血友病的治療是一個很重要的課題。因為產生抗體，病人無法進行預防性治療，出血的機會增加。而且「繞道治療」使用的藥物，價格昂貴，往往造成沉重的經濟負擔。

## 社会问题
血友病的社會問題是多方面的。血友病患者一向是社会的弱势群体，在社会中常常受到各种不公平的待遇。
血友病患者的主要問題有幾項：
1. 因為出血的後遺症，例如腦部出血可能導致病人有慢性癲癇，關節出血造成肢體障礙等問題，影響就學。
2. 治療不足導致關節變形，不良於行。
3. 經常需要高價醫療照護，導致家庭經濟問題。
4. 因為接受血液製劑得到經血液傳染的傳染病，譬如HIV感染，各種肝炎。

血友病患者在求学、就業、人們互動交往等过程中，經常發生难以想象的困难。高價的凝血因子，若是沒有良好的社會保險，醫療保險，以及政府大力補助，病人往往無法得到理想的治療。肢體的殘障，若是無法得到社會的全力協助，在就學就業上就沒有保障。病人因為體力差，容易出血，又加上低學歷，往往無法得到收入穩定和受人尊敬的工作。

## 中国大陆相关社会政策
教育
1985年4月24日实行的《普通高等学校招生体检标准》规定“血液病（血红蛋白男性考生高于9%克，女性考生高于8%克可录取）考生“不能录取” ，血友病患者因此不能进入高等院校学习。2003年3月3日，教育部、卫生部、中国残疾人联合会联合下发《普通高等学校招生体检工作指导意见》（教学[2003]3号），指出患“严重的血液、内分泌及代谢系统疾病、风湿性疾病”的考生，高等院校“可以不予录取”。虽然非常不易，不过仍有血友病考生考上大学。
医疗
2007年11月11日，拜耳公司生产的基因重组第八因子“拜科奇”被批准在华上市，预计是年12月初进入临床使用，以缓解国内血友病患者凝血第八因子短缺问题。此前该公司先后于2005年和2007年向中国血友病治疗中心捐赠了价值超过1500万元人民币的供抢救使用的“基因重组凝血因子Ⅷ”。
现在，已经有越来越多的地方，将血友病纳入医疗保险（包括城镇居民医疗保险和城镇职工医疗保险），如广州市（2006年2月）。2012年，媒体报道的城市越来越多，如石家庄市（1月1日）、佛山市（2月1日）、武汉市（10月1日）

## 其他
- 血友病又称王室病，因为英国维多利亚女王是B型血友病致病基因的携带者，导致其子嗣中有大量血友病患者，其曾外孙俄皇太子阿列克谢亦患有此病。[38]

- 4月17日为世界血友病日。為了紀念世界血友病聯盟發起人——加拿大籍的法蘭克·舒納波先生（Mr.Frank Schnabel）對於血友病患的貢獻，以及喚起大眾對於血友病的正確認知，自1989年起，特別訂定他的生日作為「世界血友病日」。

## 外部連結
- 山东省血友病联谊会（页面存档备份，存于）
- 台灣省關懷血友病協會（页面存档备份，存于）
- 中華民國血友病協會（页面存档备份，存于）
- 中国血友之家（页面存档备份，存于）
- 世界血友病联盟
- 血友病防治及研究中心
- 血友病网上互助技能培训和创业平台（页面存档备份，存于）
- 香港血友病會（页面存档备份，存于）
- 中的“血友病”